# Albert Duncanson
Albert Duncanson, född 2 oktober 1911 i Winnipeg, död 24 mars 2000 i Cowansville, var en kanadensisk ishockeyspelare.
Duncanson blev olympisk guldmedaljör i ishockey vid vinterspelen 1932 i Lake Placid.